# A930公路
A930公路是一條位於蘇格蘭安格斯的单幅路，從丹地連接至卡诺斯蒂和缪尔德拉姆。
在丹地克雷吉的A92公路交匯點出發，往東經過西港、布勞蒂費里、巴恩希爾和莫尼菲斯，然後經過鄉郊地區巴登角北部、巴里到達卡诺斯蒂。此公路為卡诺斯蒂看主要道路，然後在鎮的東邊往北延伸至缪尔德拉姆。
56°29′18″N 2°47′44″W / 56.488344°N 2.795690°W